# Fachwerkhaus Am Bräucher 2

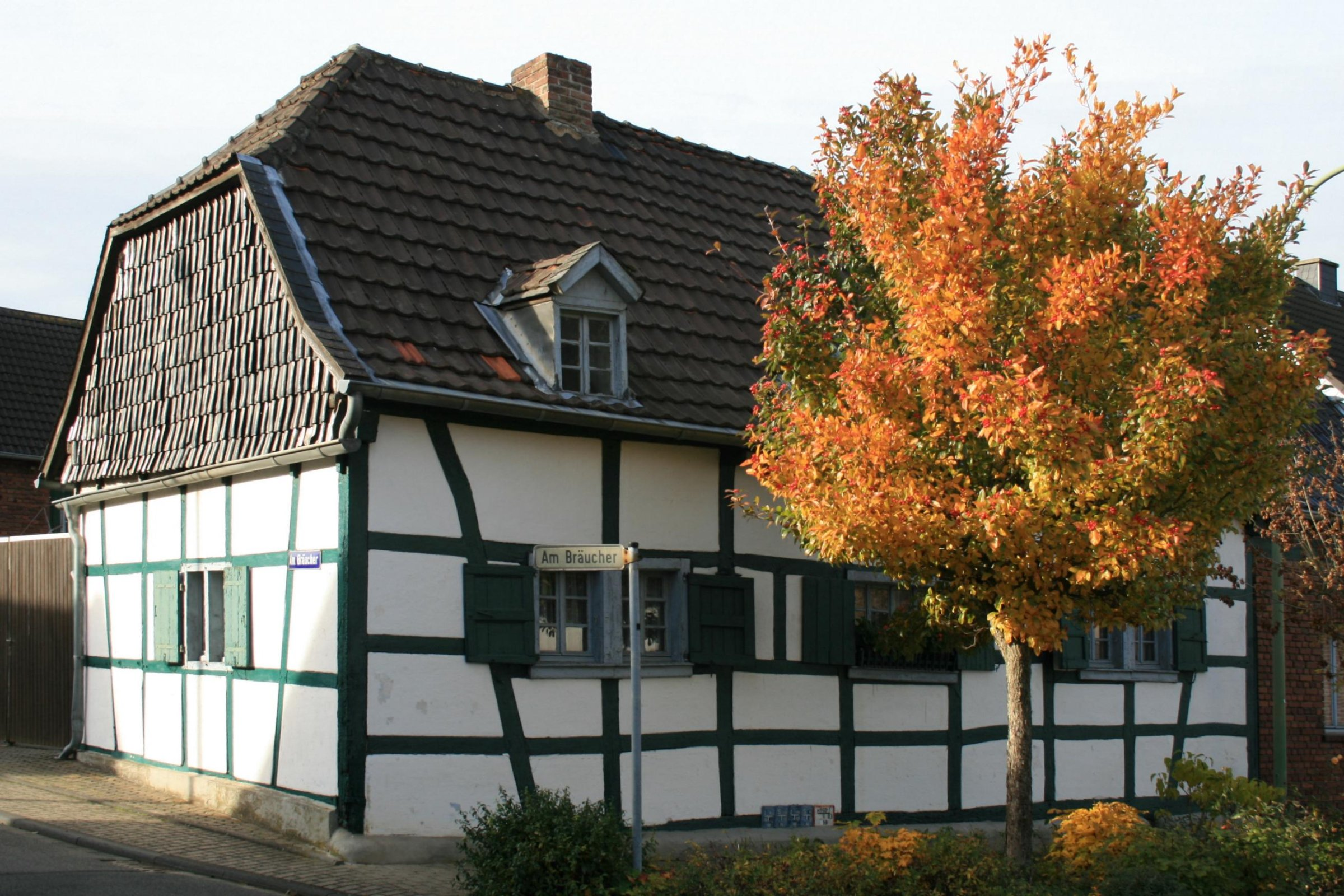
Das Fachwerkhaus

Das Fachwerkhaus Am Bräucher 2 befindet sind in Pingsheim, einem Ortsteil von Nörvenich im Kreis Düren, Nordrhein-Westfalen.
Das Fachwerkhaus wurde 1762 erbaut und später mehrfach verändert. Das Haus hat 1½ Geschosse und steht mit der Traufe zur Kompstraße, mit dem Giebel aber zur Straße „Am Bräucher“. An der Traufseite befinden sich drei weitgestellte liegende Gefache mit durchgehenden Streben. Die Ankerbalken sind durchgezapft. Die Fenster sind nur wenig größer als die Originalfenster. Die Giebelseite wurde ganz erneuert. An der Hofseite befindet sich die originale doppelschlägige Haustür. Sie ist querverbrettert. Im Krüppelwalmdach sind im 19. Jahrhundert zwei Dachgauben eingebaut worden.
Das Haus wurde am 20. März 1985 in die Denkmalliste der Gemeinde Nörvenich unter Nr. 55 eingetragen.

## Belege
- Denkmalliste der Gemeinde Nörvenich (PDF; 108 kB)

Koordinaten: 50° 48′ 1″ N, 6° 41′ 28,1″ O